# Halina Spionek-Pelc
Halina Mirosława Spionek-Pelc (ur. 1924, zm. 1991) – polska psycholog, profesor Uniwersytetu Warszawskiego. Zajmowała się problemami z zakresu psychologii rozwojowej oraz klinicznej, w tym zwłaszcza trudnościami wychowawczymi, trudnościami w nauce, brakami rozwojowymi oraz psychologicznymi przyczynami niepowodzeń szkolnych.

## Życiorys
Habilitowała się na mocy uchwały z 11października 1960 roku na Uniwersytecie Warszawskim na podstawie pracy pt. Powstawanie orientacji w prawej i lewej stronie schematu ciała w ontogenezie.

## Ważniejsze prace
- Trudności wychowawcze i przestępczość nieletnich (analiza psychologiczna) (1956)
- Dziecko leworęczne (1961)
- Psychologiczna analiza trudności i niepowodzeń szkolnych (1970)
- Zaburzenia rozwoju uczniów a niepowodzenia szkolne (1973)